# Hepatica irrorata
Hepatica irrorata là một loài bướm đêm trong họ Noctuidae.